# Georges Foucart
Pour les articles homonymes, voir Georges Foucart (explorateur) et Foucart.
Georges Foucart (1865-1943) est un égyptologue français.
Au cours de sa carrière il a été inspecteur des antiquités de la Basse-Égypte, professeur d'histoire ancienne à l'université de Bordeaux, professeur de l'histoire des religions à Aix-en-provence, et enfin directeur de l'Institut français d'archéologie orientale au Caire entre 1915 et 1928.

## Biographie
Fils de Paul Foucart, il passe son enfance à Athènes où il est élève de son père. Il obtient à Paris une licence de lettres et une autre de droit et accompagne en 1891 son père en Égypte.
Jacques de Morgan l'engage alors comme inspecteur des antiquités de la Basse-Égypte avec pour mission de relever les vestiges antiques de la rive droite du Nil. Il explore ainsi la région de 1892 à 1894 et dresse le plan de la ville antique de Boubastis.
Rentré en France en 1894, il y publie sa thèse de doctorat Histoire de l'ordre lotiforme qu'il soutient en 1897 devant un jury présidé par Gaston Maspero. Celle-ci est alors couronnée par l'Académie des inscriptions et belles-lettres.
Professeur d'Antiquités orientales à l'université de Bordeaux (1897), il y inaugure les cours d'égyptologie, d'art et d'archéologie puis, en 1903, est nommé à la chaire d'histoire des religions à Aix-en-Provence. En 1915, il devient directeur de l'Institut français d'archéologie orientale, poste qu'il conservera jusqu'en 1928. Il organise les fouilles de la région de Thèbes, de la nécropole de Deir el-Médineh et de Médamoud et s'installe à Louxor où il restera après sa retraite en 1928.

## Distinctions
- Chevalier de la Légion d'honneur (1920)

## Œuvres
- Histoire de l'ordre lotiforme, Paris,  1897, E. Leroux, 306 p.  lire en ligne sur Gallica
- Histoire des religions et méthode comparative, 1909
- Un temple flottant : le vaisseau d'or d'Amon-Râ, 1922
- La Belle Fête dans la vallée, 1924
- Péri chrômatôn, Mélanges Maspero, 1934
- Tombeau d'Amenmos, 1935